# Коновалов, Елисей Фёдорович
Елисей Фёдорович Коновалов — советский хозяйственный, государственный и политический деятель.

## Биография
Родился в 1897 году в Смоленской губернии. Член ВКП(б).
С 1916 года — на хозяйственной, общественной и политической работе. В 1916—1957 гг. — служил в царской армии, оперативный работник органов ВЧК, в рабоче-крестьянской милиции, народный судья, секретарь райкома ВКП(б) города Быхов, прокурор, военный прокурор Курской области, прокурор города Горького.
Избирался депутатом Верховного Совета СССР 1-го и 2-го созывов.
Умер в 1961 году в Горьком. Похоронен на кладбище «Марьина Роща».